# Palazzo Canavese
Palazzo Canavese é uma comuna italiana da região do Piemonte, província de Turim, com cerca de 782 habitantes. Estende-se por uma área de 5 km², tendo uma densidade populacional de 156 hab/km². Faz fronteira com Bollengo, Piverone, Magnano (BI), Albiano d'Ivrea, Azeglio.

## Demografia
| Variação demográfica do município entre 1861 e 2011                               |
|                                                                                   |
| Fonte: Istituto Nazionale di Statistica (ISTAT) - Elaboração gráfica da Wikipedia |